# Radosław (imię)
Radosław, Redosław, Radsław, Redsław – słowiańskie imię męskie. Powstało ono jako złożenie dwóch członów: przymiotnikowego Rado- (motywowanego przez: rad – ‘być zadowolonym, chętnym, cieszyć się’; radzić – ‘troszczyć się, dbać o coś’; radzić – ‘udzielać rady’) oraz rzeczownikowego -sław (‘sława’). W Polsce imię to odnotowano po raz pierwszy w 1173 (w zlatynizowanej formie) jako Radozlaus.
Do staropolskich form pochodnych tego imienia zaliczają się również m.in.: Racsław, Racław, Ratsław, Recsław, Recław, Retsław, Rasław, Radost, Radosz.
Żeńskie odpowiedniki: Radosława, Radsława, Redsława
Podobne imiona: Radociech, Radogost, Radomił, Radomir, Radowit, Radowuj, Radsuł, Radzim, Radek

## Imieniny
- Polska: 12 lutego, 1 marca, 2 marca, 8 kwietnia i 8 września.
- Czechy: 6 maja.
- Słowacja: 6 marca.

## Znane osoby noszące imię Radosław
- Radosław Baran – polski samorządowiec, były prezydent Będzina
- Radosław Becalik – polski piłkarz
- Radosław Bielecki – polski artysta kabaretowy
- Radosław Biliński – polski piłkarz
- Radosław Brzózka – polski dziennikarz, gospodarz magazynu „Kawa czy herbata?"
- Radosław Chałupniak – profesor Uniwersytetu Opolskiego, katolicki prezbiter
- Radosław Cierzniak – polski piłkarz
- Radosław Czerniak – polski koszykarz
- Radosław Czyż – polski lekkoatleta
- Radosław Elis – polski aktor
- Radosław Gawlik – polski polityk
- Radosław Gilewicz – polski piłkarz
- Radosław Hyży – polski koszykarz
- Radosław Kałużny – polski piłkarz
- Radosław Kawęcki – polski pływak
- Radosław Liszewski – polski piosenkarz
- Radosław Majdan – polski piłkarz
- Radosław Matusiak – polski piłkarz
- Radosław Michalski – polski piłkarz
- Radosław Parda – polski poseł
- Radosław Pazura – polski aktor
- Radosław Piwowarski – polski reżyser
- Radosław Popłonikowski – polski aktor i lektor filmowy
- Radosław Romanik – polski kolarz
- Radosław Sobolewski – polski piłkarz
- Radosław Sikorski – marszałek sejmu, minister spraw zagranicznych i obrony narodowej
- Radosław Wiatr – polski urzędnik, wicewojewoda podkarpacki
- Radosław Wojtaszek – polski szachista, arcymistrz
- Radosław Zawrotniak – polski szermierz
- Radosław Zenderowski – profesor UKSW